# Museo Bizantino y Cristiano
El Museo Bizantino y Cristiano es uno de los museos de Grecia de la ciudad de Atenas. Por la calidad y la amplitud de su exposición permanente se trata de uno de los museos dedicado a la cultura bizantina más importantes del mundo.

## Historia del museo
En 1884 se creó la Sociedad Arqueológica Cristiana, dirigida inicialmente por Georgios Lambakis. Esta reunió una colección que estuvo albergada entre 1893 y 1923 en el Museo Arqueológico Nacional de Atenas. 
Entretanto, se había fundado el Museo Bizantino y Cristiano en 1914 con obras procedentes de compras, donaciones y objetos de monasterios y comunidades griegas que se habían disuelto en el extranjero. A este, cuya sede inicial fue la Academia de Atenas, se trasladó la colección que había reunido la Sociedad Arqueológica Cristiana en 1923 y se abrió el público en 1924. 
En 1930 el museo se trasladó a Villa Ilisia, un complejo residencial de edificios que había sido construido en 1848 y que se acondicionó para su nueva función de museo. Tras la Segunda Guerra Mundial, el museo volvió a abrir en 1946, se construyó una nueva sala y se empezaron a organizar también exposiciones temporales.
A finales de la década de 1980 se inició un proceso de expansión y modernización del museo, de tal manera que en 2004 quedó lista la nueva exposición de la colección cristiana y bizantina, mientras que la colección posbizantina pudo exponerse desde 2010.

## Colecciones
El museo contiene una colección de objetos que permiten exponer el patrimonio bizantino y posbizantino de Grecia. Entre ellos se encuentran iconos, mosaicos, recipientes de cerámica, esculturas, inscripciones, miniaturas, frescos, elementos arquitectónicos, manuscritos y prendas eclesiásticas. 
Se encuentra dividida en dos secciones principales: la colección bizantina, que abarca desde el siglo IV hasta el XV y la colección posbizantina, que abarca desde el siglo XV hasta el XX.
Entre los objetos más destacados de la sección de la colección bizantina se hallan una estatuilla de mármol del siglo IV de un pastor con un carnero sobre los hombros, un relieve de mármol del siglo IV con la representación de Orfeo tocando la lira y rodeado de animales, una placa de mármol alargada del siglo XIII con la representación del nacimiento de Cristo, el fresco de la denominada «virgen de los catalanes», del siglo XV, un icono de San Jorge con una figura femenina en actitud de orante, del siglo XIII, un icono del Arcángel Miguel del siglo XIV, un icono donde figura una crucifixión con la virgen María y San Juan en una de las caras y la virgen María en la otra, del siglo XIV, un manuscrito de una crisóbula del año 1301, un icono en un mosaico denominado «Panagia Glycofilusa», en la que se representa a la Virgen María y Cristo abrazados y juntando sus mejillas, del siglo XIII y otro icono de la Virgen María llamada «Inigualable» que muestra a María sosteniendo a Cristo, que está acostado en los brazos de su madre, del siglo XIV.
|                                                                  |
| Estatua de mármol con la representación de un pastor (siglo IV). |

|                                                      |
| Relieve del siglo IV con la representación de Orfeo. |

|                                                               |
| Icono de mosaico de la «Panagia Glycofilusa», del siglo XIII. |

|                                     |
| Icono de San Miguel, del siglo XIV. |

|                                                                    |
| Una de las caras del doble icono de la crucifixión, del siglo XIV. |

La sección postbizantina se divide a su vez en diferentes temas: algunos se centran en las características propias de las zonas de Grecia que pasaron a formar parte del dominio de los venecianos, y otras en las zonas que quedaron bajo dominio otomano. También se presentan las características que adquirió el arte tras la independencia de Grecia de 1830.
|                                                                   |
| Icono de San Jorge y el dragón, de Georgios Klontzas (siglo XVI). |

|                                                                             |
| Icono del siglo XVI con la representación de Cristo como la viña verdadera. |

|                                                                  |
| La vida del profeta Elías, de Teodoros Poulakis, del siglo XVII. |

|                                          |
| La Resurrección, de Ilias Moskos (1679). |

|                                             |
| El sacrificio de Melquisedec (siglo XVIII). |